# Tipula obscuricincta
Tipula obscuricincta är en tvåvingeart som beskrevs av Alexander 1940. Tipula obscuricincta ingår i släktet Tipula och familjen storharkrankar. Inga underarter finns listade i Catalogue of Life.